# Longmen (köpinghuvudort i Kina, Jiangxi Sheng, lat 27,09, long 114,14)
Longmen är en köpinghuvudort i Kina. Den ligger i provinsen Jiangxi, i den sydöstra delen av landet, omkring 250 kilometer sydväst om provinshuvudstaden Nanchang. Antalet invånare är 19 029. Befolkningen består av 9 103 kvinnor och 9 926 män. Barn under 15 år utgör 19,0 %, vuxna 15-64 år 71 %, och äldre över 65 år 8,0 %.
Runt Longmen är det ganska tätbefolkat, med 192 invånare per kvadratkilometer. Närmaste större samhälle är Hechuan, 19,0 km söder om Longmen. Trakten runt Longmen består till största delen av jordbruksmark.
Genomsnittlig årsnederbörd är 2 072 millimeter. Den regnigaste månaden är maj, med i genomsnitt 322 mm nederbörd, och den torraste är oktober, med 28 mm nederbörd.